# Blepharita pennigera
Blepharita pennigera är en fjärilsart som beskrevs av Turati 1933. Blepharita pennigera ingår i släktet Blepharita och familjen nattflyn. Inga underarter finns listade i Catalogue of Life.